# Нафтохиноны
Нафтохиноны — класс хинонов, по своей структуре являющихся циклическими дикетонами, в молекулах которых кетогруппы входят в систему сопряжённых двойных связей, а в основе молекулы лежит ядро нафталина. В молекулах природных нафтохинонов основной хиноновый скелет обычно содержит замещённые группы (наиболее часто метильные, гидрокси- и метокси-группы). В ряде случаев фенольные гидроксогруппы могут быть гликозилированы (особенно у высших растений).

## Выделение нафтохинонов из растений
Выделять нафтохиноны из растений в чистом виде начали в конце XIX в.:
- в 1856 г. из зелёной кожуры ореха грецкого Vogel A. и Reischauer G.C. выделили юглон[1],[2];
- в 1878 г. Kuhara M. выделил шиконин из воробейника краснокорневого в виде аморфного вещества;
- в 1882 г. Paterno E. выделил лапахол (лапачол) из муравьиного дерева;
- в 1883 г. MacMunn С. А. выделил эхинохром из перивисциральной жидкости иглокожих, в частности морских ежей[3];
- в 1918 г. Majima R. и Kuroda C. выделили шиконин в кристаллическом виде и в 1922 г. определили его химическую структуру[4],[5];
- в 1939 г. Каррер П. и Дам Х. К. П. выделили из люцерны филлохинон (витамин K1). В том же году американские биохимики Бинкли С. Б. (Binkley S.B.) и Дойзи Э. А. получили из гниющей рыбной муки вещество с антигеморрагическим действием, но с иными свойствами, чем препарат, выделенный из люцерны. Это вещество получило название витамин K2. В 1943 году Дам Х. К. П. и Дойзи Э. А. получили Нобелевскую премию за открытие и установление химической структуры витамина K[6].

## Распространение нафтохинонов
Обнаружено более 200 нафтохинонов в 22 семействах высших растений, в том числе Ореховые (Juglandaceae), Свинчатковые (Plumbaginaceae), Бурачниковые (Boraginaceae), Эбеновые (Ebenaceae), Росянковые (Droseraceae), Дербенниковые (Lythraceae), Бальзаминовые (Balsaminaceae), Бигнониевые (Bignoniaceae).

### Гемигоссиполон
Гемигоссиполон обнаружен в стеблях хлопчатника — Gossypium sp. (сем. мальвовые — Malvaceae), поражённого вертициллиозным вилтом (увядание растения, вызванное развитием грибка Verticillium dahliae Kleb.).

### Лавсон
Лавсон выделен из листьев лавсонии неколючей (хны) — Lawsonia inermis L. (сем. дербенниковые — Lythraceae),, .
Также обнаружен в лепестках, корнях и траве недотроги бальзаминовой — Impatiens balsamina L. (сем. бальзаминовые — Balsaminaceae).

### Лапачол (Лапахол)
Лапачол обнаружен в древесине авиценнии лекарственной — Avicennia officinalis L., тикового дерева — Tectona grandis L. (сем. вербеновые — Verbenaceae), паратекомы пероба — Paratecoma peroba (Record) Kuhlm., видов рода текома — Tecoma, видов рода табебуйя (муравьиного дерева) — Tabebuia, кигелии африканской (колбасного дерева) — Kigelia africana (Lam.) Bth. in Hook. (сем. бигнониевые — Bignoniaceae),,.

### Плюмбагин
Плюмбагин обнаружен в
- корнях свинчатки европейской — Plumbago europaea L., цератостигмы плюмбаговидной (свинчатковой) — Ceratostigma plumbaginoides Bunge. (сем. свинчатковые — Plumbaginaceae);
- листьях альдрованды пузырчатой — Aldrovanda vesiculosa L., росянки английской — Drosera anglica Huds. (сем. росянковые — Droseraceae), аристеи крылатой — Aristea alata Bak., спараксиса трёхцветного — Sparaxis tricolor (Schneev.) Ker-Gawler, сисиринхиума короткого — Sisyrinchium brachypus (Bickn.) J. Henry, сисиринхиума калифорнийского — Sisyrinchium californicum (Ker) Dryand (сем. ирисовые — Iridaceae), непентеса вздутого — Nepenthes ventricosa Blanco, непентеса большого — Nepenthes maxima Reinw. ex Nees (сем. непентовые — Nepenthaceae) и их гибридных форм, хурмы восточной — Diospyros kaki Thunb. (сем. эбеновые — Ebenaceae);
- листьях, корнях и цветках венериной мухоловки — Dionaea muscipula Ell. (сем. росянковые — Droseraceae);
- трава росянки промежуточной — Drosera intermedia Hayne, росянки круглолистной — Drosera rotundifolia L., росянки обыкновенной — Drosera communis A.St.-Hil, росянки горной — Drosera montana A.St.-Hil, росянки коротколистной — Drosera brevifolia Pursh. (сем. росянковые — Droseraceae)[15],[16],[17],[18],[19].

### Филлохинон — витамин K1
Витамин K присутствует в хлорофиллсодержащих тканях большинства изученных видов растений. Значимое количество содержат:
- трава люцерны посевной — Medicago sativa L. (сем. бобовые — Fabaceae);
- листья шпината огородного — Spinacia oleracea L. (сем. амарантовые (Amaranthaceae);
- листья крапивы двудомной — Urtica dioica L. (сем. крапивные — Urticaceae);
- кора калины обыкновенной — Viburnum opulus L. (сем. жимолостные — Caprifoliaceae);
- трава пастушьей сумки — Capsella bursa-pastoris (L.) Medik. (сем. капустные — Brassicaceae)[20],[21],[21],[16],[22],[23],[12].

### Химафилин
Химафилин обнаружен в надземных частях представителей семейства вересковые — Ericaceae:
- зимолюбки зонтичной — Chimaphila umbellata Nutt., зимолюбки японской — Chimaphila japonica Miq.;
- одноцветки крупноцветковой — Moneses uniflora (L.) A. Gray;
- ортилии однобокой — Orthilia secunda (L.) House;
- грушанки альпийской — Pyrola alpina Andres, грушанки зеленоцветковой — Pyrola chlorantha Sw., грушанки даурской — Pyrola dahurica (Andres) Kom., грушанки мясо-красной — Pyrola incarnata (DC) Freyn, грушанки японской — Pyrola japonica Klenze ex Alef., грушанки почковидной — Pyrola nephrophylla Andres, грушанки круглолистной — Pyrola rotundifolia L., грушанки декоративной — Pyrola decorata H. Andres[23],[12].

### Шиконин
Шиконин обнаружен в подземных (реже надземных) органах видов сем. бурачниковые (Boraginaceae), относящихся к родам:
- арнебия — Arnebia,
- чернокорень — Cynoglossum,
- синяк — Echium,
- гакелия — Hackelia,
- липучка — Lappula,
- воробейник — Lithospermum,
- незабудочник — Eritrichium,
- нонея — Nonea,
- макротомия — Macrotomia,
- оносма — Onosma[21],[24],[25],[26].

### Юглон
Юглон обнаружен в зелёной кожуре, листьях, корнях, коре видов семейства ореховые (Juglandaceae):
- орех грецкий — Juglans regia L.,
- орех маньчжурский — Juglans mandshurica Maxim.,
- орех серый — Juglans cinerea L.,
- орех чёрный — Juglans nigra L..

Также обнаружен в листьях, цветках и кожуре плодов лапины крылоплодной — Pterocarya pterocarpa (Michx.) Kunth ex I. Iljinsk., лапины узкокрылой — Pterocarya stenoptera C.DC (сем. ореховые — Juglandaceae), коре карии белой — Carya alba Nutt, карии пекан — Carya pecan Engi. et Graebn (сем. ореховые — Juglandaceae),,.
Биотехнологическим путём синтезируется культурой актиномицета Streptoverticillium hiroshimense штамм 34.

### Эхинохром А
Эхинохром А обнаружен в панцирях представителей типа иглокожих (Echinodermata):
- морские ежи — Echinoidea Leske,
- морские звёзды — Asteroidea de Blainville,
- офиуры — Ophiuroidea Gray[29].